# Actinella nitidiuscula
Actinella nitidiuscula е вид охлюв от семейство Hygromiidae. Видът не е застрашен от изчезване.

## Разпространение и местообитание
Разпространен е в Португалия (Мадейра).
Обитава склонове и храсталаци.

## Описание
Популацията на вида е стабилна.